# ناگانو ناریماسا
ناگانو ناریماسا (به ژاپنی: 長野業正 Nagano Narimasa); ۱ ژانویهٔ ۱۴۹۱ – ۲۸ دسامبر ۱۵۶۱) سامورایی در خدمت خاندان اوئه‌سوگی در دوره سنگوکو اهل ژاپن بود. او پدر ناگانو ناریموری  ارباب قلعه مینووا در ولایت کوزوکه بود.